# Borough of Charnwood
Charnwood ist ein Verwaltungsbezirk mit dem Status eines Borough in der Grafschaft Leicestershire in England, der nach dem Wald Charnwood Forest benannt ist. Verwaltungssitz ist die Stadt Loughborough. Weitere bedeutende Orte sind Anstey, Barrow upon Soar, Birstall, Hathern, Mountsorrel, Rothley, Shepshed, Sileby, Syston, Thurmaston und Wymeswold.
Der Bezirk wurde am 1. April 1974 gebildet und entstand aus der Fusion des Municipal Borough Loughborough, des Urban District Shepshed und des Rural District Barrow upon Soar. Zunächst besaß er den Status eines District, wurde aber bereits am 15. Mai 1974 zu einem Borough erhoben.